# RPC (rede de televisão)
RPC é uma rede de televisão brasileira sediada em Curitiba, capital do estado do Paraná. Foi criada no ano 2000 por Edmundo Lemanski e Francisco Cunha Pereira Filho, após a junção das emissoras da antiga Rede Paranaense (TV Paranaense, Coroados, Cataratas, Esplanada e Cultura), todas afiliadas à TV Globo. Em 2009, as emissoras componentes da RPC abandonaram sua antiga nomenclatura, usada desde a junção das emissoras em 2000, e passaram a assumir o nome de suas respectivas cidades. Conta com oito emissoras no estado, sendo a RPC Curitiba o cabeça de rede da emissora.

## História
A história da RPC começou em 29 de outubro de 1960, a partir da fundação da primeira emissora de TV do estado, a TV Paranaense, pelo empresário Nagib Chede. Em 1969, Nagib Chede vendeu a emissora para os empresários Francisco Cunha Pereira Filho e Edmundo Lemanski, proprietários do jornal Gazeta do Povo. Em 1972, os diretores da TV Globo decidiram transferir o contrato de afiliação que tinham com a TV Paranaense desde 1970 para a TV Iguaçu, do ex-governador do estado Paulo Pimentel, por esta ter equipamentos e qualidade superiores. Paulo Pimentel era então presidente da Aliança Renovadora Nacional (ARENA) no Paraná e aliado do presidente da ditadura militar, Emílio Médici. No entanto, em 1976, Paulo Pimentel passou a ter desavenças políticas com o ministro da educação Ney Braga, que fazia parte do governo de Ernesto Geisel. Este fez com que a Globo transferisse seu contrato novamente para a TV Paranaense.
A partir daí a emissora reafirmou a liderança de audiência mantida até hoje, além de melhoras significativas no conteúdo, oriundos de investimentos feitos pela Globo. Um deles é o Jornal Estadual, que ficou no ar até 1999, quando foi substituído pelo Paraná TV. No final dos anos 1970, o Grupo Paranaense de Comunicação comprou a TV Coroados de Londrina das mãos de José Carlos Martinez e unificou a programação da TV Cultura de Maringá, fundada em 1974, com a da TV Paranaense, formando assim a Rede Paranaense. Do início da década de 1980 até meados da década de 2000, a Rede Paranaense expandiu seu sinal para todo o estado, à medida que abria ou comprava novas emissoras. Em 1989, foi fundada a TV Cataratas de Foz do Iguaçu. Em 1992, o grupo adquiriu a TV Esplanada, de Ponta Grossa, até então pertencente ao empresário Pedro Wosgrau Filho e afiliada à Rede Bandeirantes.
Em 2000, a Rede Paranaense abandonou sua antiga nomenclatura e passou a se chamar RPC TV. O mesmo acontece com as emissoras da rede, que também passaram a utilizar a marca do Grupo RPC. Ainda no mesmo ano, adquiriu o Sistema Sul de Comunicação vendeu a TV Guaraicá, de Guarapuava, que passou a se chamar RPC TV Guaraicá. O mesmo aconteceu com a TV Imagem do Noroeste, de Paranavaí, que mudando sua denominação para RPC TV Imagem. Em 2001, o Grupo RPC inaugurou a RPC TV Oeste, de Cascavel. A partir daí passou a cobrir o estado estado do Paraná e se consolidou como uma das maiores afiliadas da TV Globo.
Em 2009, as emissoras da RPC TV assumiram a nomenclatura de suas respectivas cidades, seguindo uma padronização feita pelo grupo. No mesmo ano, a RPC TV Curitiba lançou seu sinal digital, sendo a pioneira na região sul do país. Em 2010, a RPC TV inciou a expansão do seu sinal digital para o interior do estado, a começar pela RPC TV Londrina em fevereiro, e pela RPC TV Foz do Iguaçu, em novembro. Em 2011, a RPC TV Maringá lançou seu sinal digital em março, enquanto a RPC TV Cascavel lançou o seu em novembro. Também em novembro, entrou no ar no Paraná o SAT HD Regional, uma parceria de afiliadas da Rede Globo com uma companhia de eletrônicos especializada em receptores de antenas parabólicas. Inicialmente foi ao ar apenas nas cidades atendidas pela RPC TV Curitiba, com previsão de expansão para as localidades rurais mais afastadas dos sinais terrestres. Em novembro de 2012, a RPC TV Guarapuava lançou seu sinal digital, e em dezembro do mesmo ano, a RPC TV Ponta Grossa e a RPC TV Paranavaí foram as últimas emissoras da RPC TV a lançarem seus sinais digitais.
Em 1 de janeiro de 2015, a rede mudou sua logomarca e todas as emissoras da rede passam a adotar a denominação RPC.

## Emissoras

Divisão da área de cobertura da RPC por emissora

| Prefixo | Emissora          | Canal       | Cidade        | Estado |
| ------- | ----------------- | ----------- | ------------- | ------ |
| ZYB 391 | RPC Curitiba      | 12 (41 UHF) | Curitiba      | Paraná |
| ZYB 402 | RPC Cascavel      | 10 (32 UHF) | Cascavel      | Paraná |
| ZYB 408 | RPC Foz do Iguaçu | 5 (35 UHF)  | Foz do Iguaçu | Paraná |
| ZYB 409 | RPC Guarapuava    | 2 (32 UHF)  | Guarapuava    | Paraná |
| ZYB 392 | RPC Londrina      | 3 (42 UHF)  | Londrina      | Paraná |
| ZYB 396 | RPC Maringá       | 8 (41 UHF)  | Maringá       | Paraná |
| ZYB 411 | RPC Paranavaí     | 29 (42 UHF) | Paranavaí     | Paraná |
| ZYB 394 | RPC Ponta Grossa  | 7 (42 UHF)  | Ponta Grossa  | Paraná |

## Programas

### Jornalismo
- Bom Dia Paraná: é um telejornal gerado pela RPC Curitiba, exibido das 6h às 8h30 para todo o estado,sempre de segunda a sexta-feira na faixa destinada a exibição de telejornais matutinos (Bom Dia Praça). O telejornal tem como enfoque principal, oferecer ao telespectador um resumo das principais notícias que serão discutidas no dia,além de entradas ao vivo, informações sobre o trânsito, previsão do tempo e participação dos telespectadores. Desde 2010, o telejornal é ancorado por Wilson Soler e a partir dia 17 de outubro de 2013 o telejornal é exibido em HDTV. Em 1 de dezembro de 2014, o Bom Dia passou a iniciar das 6h às 7h30. A mudança de horário fez parte da estreia da nova programação jornalística matinal da TV Globo.[18] Antes, o telejornal começava às 6h30 da manhã, desde 7 de dezembro, Atualmente o telejornal é ancorado por João Salgado e Cláudia Celli.
- Meio Dia Paraná / Boa Noite Paraná: são telejornais locais, que em agosto de 2018 substituíram o "Paraná TV" (1° e 2° edições)[19], exibidos pela rede nos horários destinados aos noticiários locais das emissoras da TV Globo. Desde 16 de outubro de 2013 são exibidos em HDTV.[20] Os programas são de aproximadamente: 1 hora e 20 minutos (o Meio Dia Paraná) transmitido por volta das 11h45; o Boa Noite Paraná, transmitido por volta das 19h10.[21] O Meio Dia Paraná é ancorado em Curitiba pelo jornalista Wilson Soler, enquanto o Boa Noite Paraná, também na capital paranaense, é apresentado pelos jornalistas Roberson Januzzi e Helen Anacleto.
- Bom Dia Sábado: vai ao ar aos sábados, às 6h50, programa jornalistico que substituiu em agosto de 2018 o programa Painel RPC.[22]

### Esportes
- Globo Esporte PR: é a edição local do Globo Esporte, apresenta os principais destaques dos times paranaenses nas principais competições nacionais e internacionais. Vai ao ar de segunda à sábado às 13h05[23].
- Campeonato Brasileiro (Narrador: Julio Oliveira. Comentaristas: Guilherme de Paula e Nadja Mauad. Reportagens: Flávio Darin)

### Variedades
- Plug: é um programa de televisão exibido semanalmente aos sábados pela tarde. No estilo jovem, que leva assuntos de interesse a este público-alvo, como novidades, as condições de trabalho, interação da mídia, entre outros. É exibido a partir das 14h10[24] pela RPC e era transmitido em horários alternativos na ÓTV.[25]
- Meu Paraná: programa com matérias turísticas e que mostra as principais belezas do estado do Paraná, todo sábado as 11h45[24].
- Caminhos do Campo: Ao estilo do Globo Rural, vai ao ar ao vivo a partir de Maringá, às 6h50[24]. Tráz notícias e procura manter o trabalhador do campo bem informado com as novidades da área rural.
- Estúdio C: Programa de variedades, apresentado por Daiane Fardin, todo sábado as 14h50[24].
- Festival de Sucessos: Sessão de filmes, exibido apenas para o Paraná e para a região de Campinas (SP) na faixa de shows da madrugada.[26][nota 3]

### Programas extintos
Programas que fizeram parte da grade de programação do canal.
- Revista RPC: Revista eletrônica no estilo do Fantástico,[27][28] exibido entre  8 de abril de 2007[29] a 28 de dezembro de 2014.[30]

## Slogans
- 2002-2007: O Paraná se vê na RPC
- 2007-2012: RPC TV, sua vida passa aqui
- 2012-2014: RPC TV, todo dia com você
- Desde 2015: Vamos juntos